# Parafia św. Bartłomieja Apostoła w Rybnie
Parafia Świętego Bartłomieja Apostoła w Rybnie – parafia rzymskokatolicka należąca do dekanatu Sochaczew – Matki Bożej Nieustającej Pomocy diecezji łowickiej. Erygowana w 1342. Mieści się przy Alei Kasztanowej. Duszpasterstwo w niej prowadzą księża diecezjalni.